# Цілісна теорія популяції
Цілісна теорія популяції — теорія Ю. Одума, згідно якої популяція є реальною біологічною одиницею з певними біологічними константами і певними межами змін, що здійснюються по відношенню до цих констант.
Популяція — не просто сукупність, безліч самостійних особин одного виду, що відрізняються фенотипічно і генотипічно, а єдина цілісна жива система — це суперорганізм, що складається з багатьох особин одного виду. Популяція — біологічна система, як усе живе, сформувалася під впливом певних екологічних чинників в результаті дії  природного добору.
Популяція, будучи цілісною живою системою, має такі властивості, як спадковість і мінливість. Спадковість популяції проявляється певними закономірностями розподілу в ній фенотипів. генотипів і аллелів. Генетичний склад популяції відносно постійний і може змінюватися під впливом чинників довкілля.